# Kukičanje
Kukičanje, ili kačkanje, izradba čipke ili ponekad pletiva od pamučnog konca, prilikom čega se upotrebljava samo jedna igla s kukicom na vrhu, odakle i naziv za ovu vještinu. Različiti uzorci na čipki dobivaju se provlačenjem konca kroz postojeću očicu čime nastaje nova očica, a ovisno o načinu uboda i povezivanju očica mogu nastati tri osnovne očice: "duge", "kratke-zbijene" i "očice-štapići" kao i njihove kombinacije. Pomoću pletaćih igala moguće je dobiti više različitih uzoraka.